# ジョセフ＝アントワーヌ・ブヴァール
ジョセフ＝アントワーヌ・ブヴァール（Joseph-Antoine Bouvard、1840年-1920年）は、19世紀後半から20世紀前半にかけて活躍したフランスの建築家、都市計画家。パリ市の建築事業から、遊歩道やプランテーション整備など行政サービスに奉職し、パリ万国博覧会 (1900年)ではメインゲートや会場設営など建築部門を担当。
また、20世紀前半からは、特に南米での都市計画事業に従事し、ブエノスアイレスやサンパウロの計画に関与。1910年開催のアントウェルペン都市圏改造国際設計競技では審査員を務める。フランス、サン・ジャン・ド・ブールナ（Bournay）生まれ。

## 経歴等
ヴィエナの大学に進学して地元の建築家に建築実務を学ぶ。その後パリに出て美術学校に入学。

### 国内等での主な活動
1864年、パリ市に建築家として奉職。セント・ローラン教会堂やベルヴィユ町役場庁舎工事などを担当。普仏戦争時は防護事業に従事していたが、歩兵隊に入隊し戦闘で負傷する。
除隊後は、リュクサンブール宮殿建築の補佐を務め、パリ市に復職。建築・遊歩道・栽園局に属し、ジャン＝シャルル・アルファンの下で都市づくりに従事。またこの時期、チュルリー宮殿改築を担当。
1882年から1883年、パリ・ショーンバーグ通りの「Caserne de la Garde republicaine」共和党のガード兵舎を、1882年から1884年、ガール・ドゥ・サン・エティエンヌ・シャトークローを手がける。1889年から、パリ万国博覧会 (1900年)の準備として、大ドームの設計を開始。その間、1892年からはパリの労働取引所、1893年から1896年には、マルセイユのサンシャルル駅などを手がけており、
一方でイスタンブールのスルタン・アブデュルハミト2世から、20世紀の最初の十年で橋梁建設から交通網、中心都市の広場の再整備といった街の改革と資本を強化する計画助言を求められている。20世紀の初めごろはオスマン帝国とギリシャ王国政府らは、首都の中心地に大規模な近代化プロジェクトの計画を実施ししていた。これらのプロジェクトは第一次世界大戦に続く一般的な歴史的、政治的状況の劇的な変化に起因することはないが、アテネにいたドイツ人プランナーのホフマンには1910年、都市計画の枠組みの上だけでないものと2つ委託され、英国のトーマス・モーソンからは1914年に、ギリシャ首都の西洋化と大規模投資を目指して提案された。
同時期、アブドゥルハミトに以下の建築家やエンジニアらが20世紀の最初の十年の改革と資本を美化する計画を提案するよう求められていた。フェルディナンド・Arnondinの「ストレム、Lindman＆Hilliker」事務所と、プヴァールにである。

### 南米での活動
その後、1907年にブエノスアイレス市長に雇われ、カルロス・デ・アルベアルの周年のお祝いを見下ろす、一連の公共地区開発計画を作成。 1907年から1909年、1907年から1909年、ブエノスアイレスの都市マスタープランから再開発事業に関与した。
ブエノスアイレスでは他に、プラザ・デ・ロス・ドス・コングレ（案件は未提出）、ディアゴナル大通りプロジェクト、第5サミュエル・ヘイルの発展と細分化（現在の四半期島）の一般的な計画産業展センテニアルおよびアルベアル病院のプロジェクトと公園システム提案まで手がける。
このブエノスアイレス市の再開発から、1908年から、今度は隣国ブラジル・サンパウロのダウンタウン計画を策定するためにブラジルに赴くことになる。明らかにカミロ・ジッテの芸術に影響を受けていたレイムンド・デュプラに、サンパウロ知事就任予定（知事は1911年から1914年までの間）を受けて、招かれたのである。この国でも公園システムを提案する。提案は、記念碑的なスペースと同じバロック様式の概念を使用している。
また、全体的な都市再生プロジェクトにはアニャンガバウ渓谷 を抱合したいと考え、1911年5月にプヴァールはサンパウロ市長に報告書を提出した。報告書ではセンターの建設と変遷プロセスといった19から20世紀にかけての近隣の外観についても報告している。提示した都市改善はサンパウロ最初の都市計画の研究報告であった。サンパウロの市内中心部の形成を当初は広大な庭園都市として構成、周囲の家からの裏庭とみたてた。しかし、研究の主目的は、市内で最初の都市条例適用であった。これは、このあと確認され、その重要性から、サンパウロのダウンタウンエリアの改善に彼の研究の中核オーガナイザーとして谷を取りこむ考えを示したのである。
報告の最初の部分で、アニャンカバウを含むサンパウロの中心部の構造はこのプロセスには、3つの期間で谷氾濫原から移動したとき、その重要性を統合するようになった方法に関するものである。これらの期間は非常に興味深く新しい別の視点を通じてマークされ、サンパウロ（特に中央）の街の進化を伝える方法を示している。
このプロジェクトは、エンジニアのビクター・フレイレによる批判によって不適切とみなされていく。もとは彼がサンパウロの診断を行い、ダウンタウンの再開発計画を持って会議を詳しく説明していたのであったためで、カミロ・ジッテとジョルジュ・オスマンの文献をもとにしたその策定計画は、サンパウロの都市計画の始まりを示していた。フレイレの案の実行者として、プヴァールは、サンパウロ市のプロジェクトを策定するために招待されたのである。そのデザインが提案されてからフレイレと何度も会合を持ち、4回もの働きかけを行っている。